# قرطاية
بلدية قرطاية (بالإسبانية: Cartaya) هي بلدية تقع في مقاطعة ولبة التابعة لمنطقة أندلوسيا جنوب إسبانيا.

## الديموغرافيا
بلغ عدد سكان بلدية قرطاية 19.044 نسمة عام 2011 (وفقاً للمعهد الوطني الإسباني للإحصاء).
| 11.435 | 12.094 | 13.678 | 15.480 | 16.589 | 17.905 | 19.044 |

## معرض صور

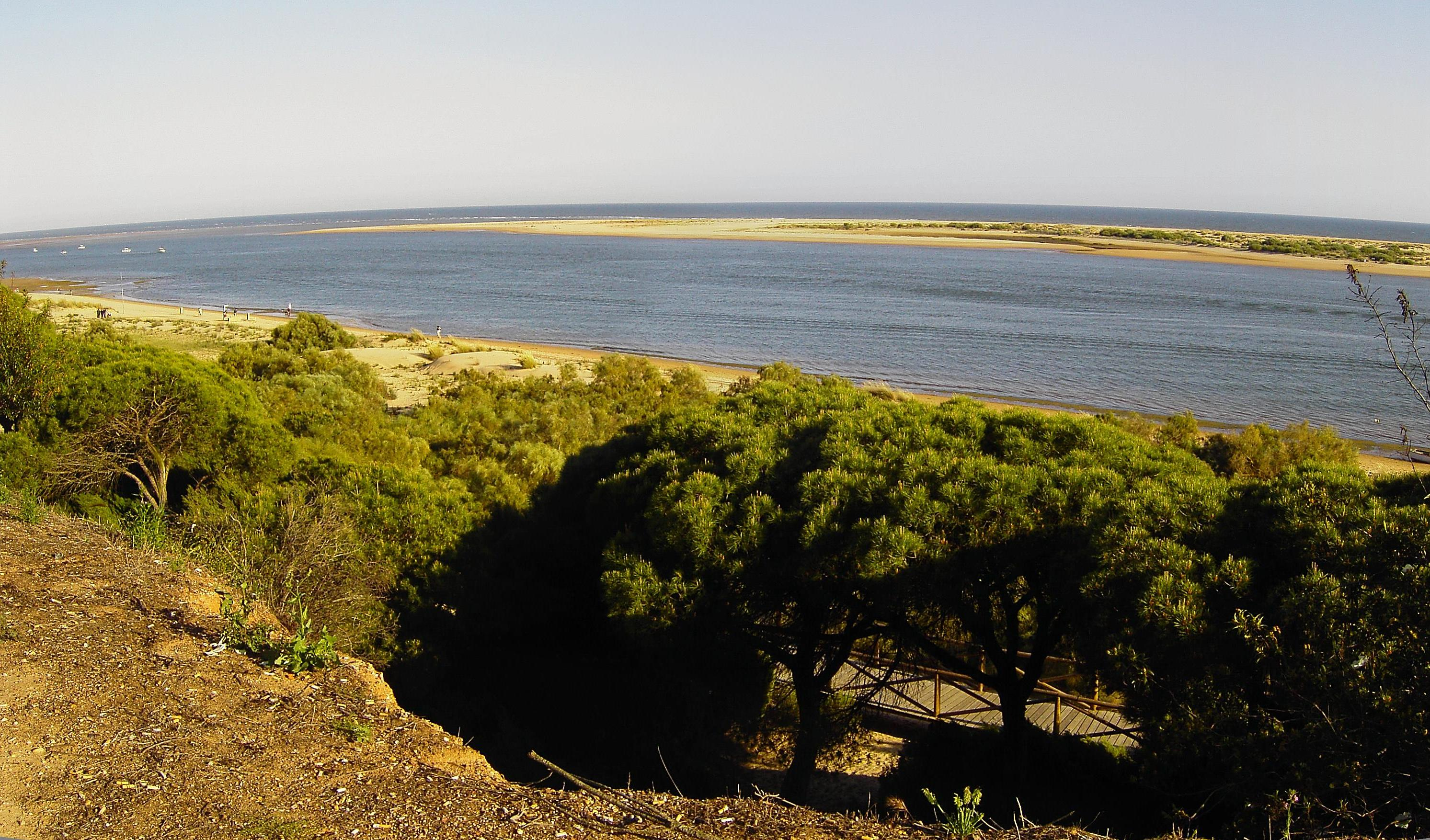
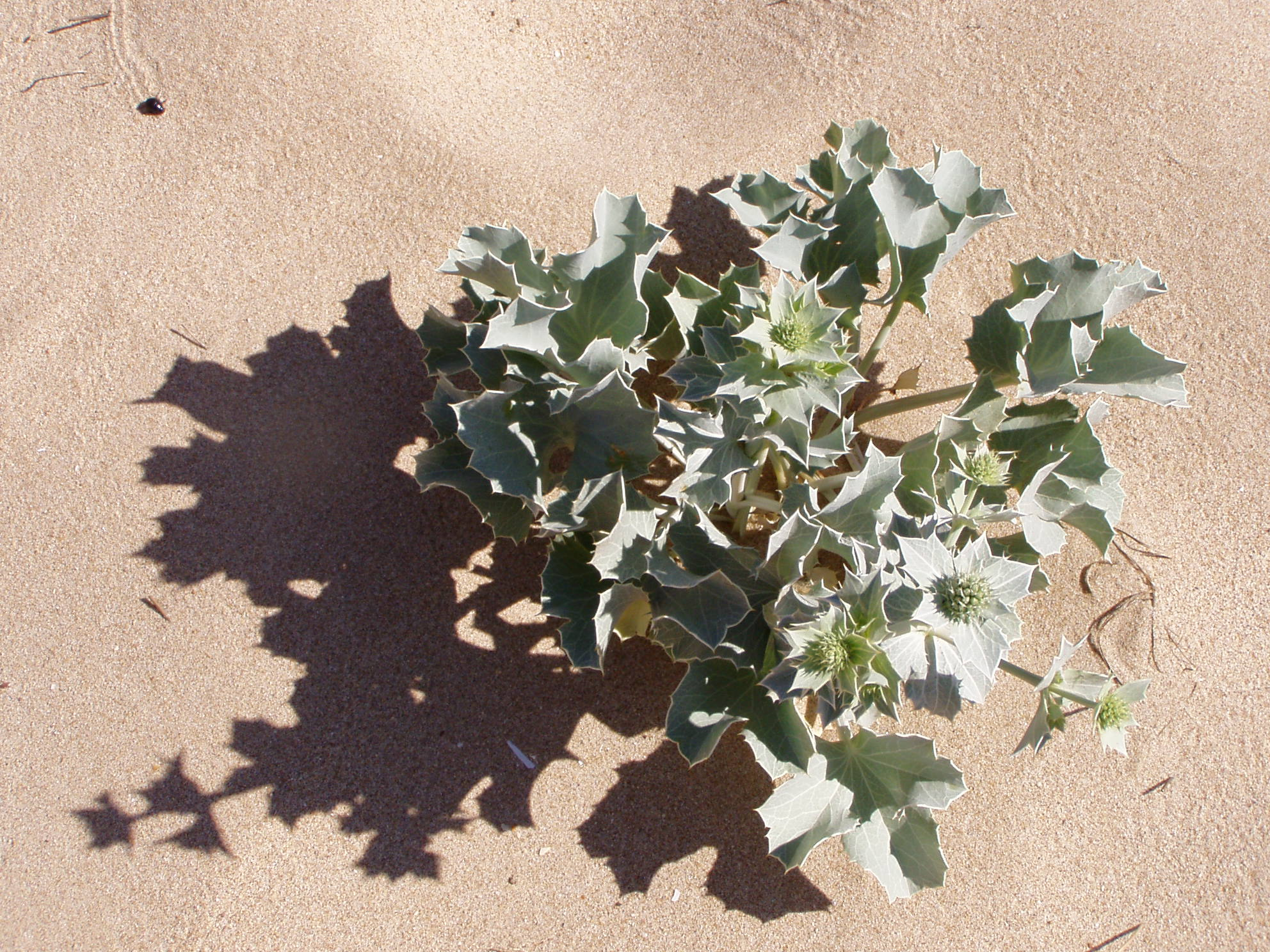
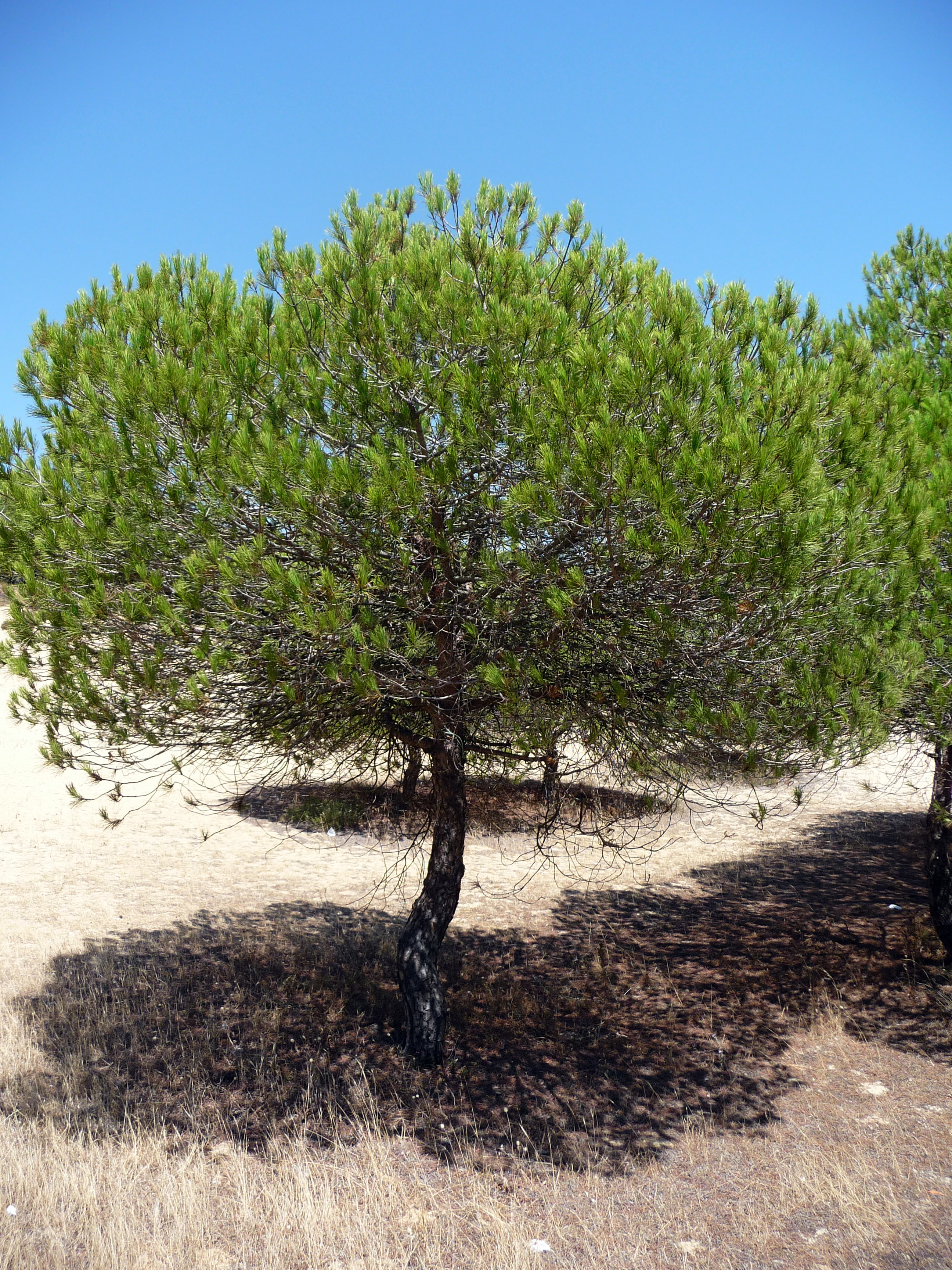

## أعلام
- خوسيه لويس مورينو